# Enquête sur la sorcellerie en Écosse

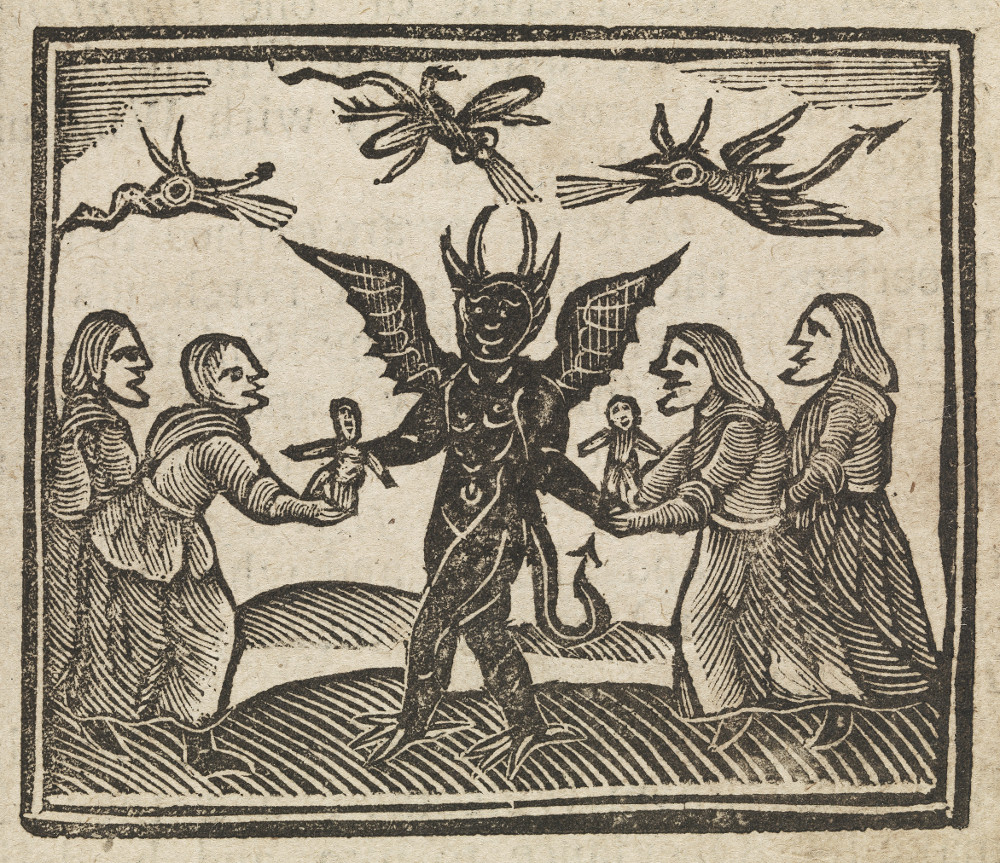
Gravure sur bois de Newes from Scotland (1591) représentant le diable avec Agnes Sampson, l'une des sorcières répertoriées dans l'enquête.

La Survey of Scottish Witchcraft (en français, L'enquête sur la sorcellerie écossaise) est une base de données en ligne sur les procès de sorcellerie en Écosse à l'époque moderne, contenant des détails sur 3 837 accusées, rassemblés à partir de documents judiciaires contemporains couvrant la période de 1563 jusqu'à l'abrogation de la loi écossaise sur la sorcellerie en 1736.

## Description
L'enquête est réalisée de 2001 à 2003, et mise en ligne en 2003 par Julian Goodare, professeur d'histoire à l'université d'Édimbourg et Louise Yeoman, ancienne conservatrice à la Bibliothèque nationale d'Écosse, devenue productrice et présentatrice sur BBC Radio Scotland, avec l'aide des chercheuses Lauren Martin et Joyce Miller, et du service informatique de l'université d'Édimbourg.

## Attention médiatique en octobre 2019
Ewan McAndrew, Wikimédien en résidence, et Emma Carroll, étudiante de premier cycle en géologie et géographie physique, ont établi une carte interactive montrant où résidaient les sorcières accusées d'après les recherches menées à cette occasion, tandis que certaines données étaient partagées sur Wikidata. Des chercheurs de l'université de Dundee ont reconstruit le visage de l'accusée Lilias Adie (en) à partir de photographies de son crâne et ont lancé un appel pour localiser les restes de son corps. À cette occasion, le visage de Lilias Adie a été mis en page d'accueil de Wikipédia anglophone le jour d'Halloween, pour assurer une publicité à la recherche. Julian Goodare a commenté ces deux développements, qui ont attiré l'attention de la presse nationale et internationale,.